# Železniška postaja Uršna sela
Železniška postaja Uršna sela je ena izmed železniških postaj v Sloveniji, ki oskrbuje bližnje naselje Uršna sela.